# Chhapali
Chhapali (nep. छपली) – gaun wikas samiti w zachodniej części Nepalu w strefie Seti w dystrykcie Doti. Według nepalskiego spisu powszechnego z 2001 roku liczył on 561 gospodarstw domowych i 2978 mieszkańców (1553 kobiet i 1425 mężczyzn).